# Брейверман, Эрик Р.
Эрик Р. Брейверман (родился 28 декабря 1957 года) — американский врач. Он является медицинским директором медицинской организации PATH (Place for Achieving Total Health) и координатором клинических исследований в PATH Foundation NY, обе организации расположены в Нью-Йорке. Компания PATH подала заявление о банкротство в Суд по делам о банкротстве южного округа Нью-Йорка.
После иска генерального прокурора Нью-Джерси Браверман временно лишился лицензии на медицинскую практику в этом штате.

## Образование
Браверман получил степень бакалавра в Brandeis University в 1979 году и степень врача в New York University Grossman School of Medicine в 1983 году..

## Карьера
Браверман занимал должность клинического доцента интегративной медицины в неврологической хирургии в медицинском колледже Вейл Корнелл. (2008—2013), помощником лечащего врача в медицинском центре Кабрини и инструктором по психиатрии в Медицинской школе Нью-Йоркского университета. Он является членом Американской академии антивозрастной медицины, Американского общества бариатрических врачей, Американской нейропсихиатрической ассоциации, Совета по количественной ЭЭГ и Американского общества наркологии..

## Медицина PATH
Браверман является основателем и медицинским директором «Place For Achieving Total Health (PATH) Medical, PC», медицинской практики, где его внимание сосредоточено на здоровье мозга, и он продвигает использование заместительной гормональной терапии и диетических добавок. Он управляет компаниями Total Health Nutrients, Inc. и Total Health Nutrients, LLC, которые продают диетические добавки через PATH и онлайн. Организация Quackwatch заявила, что PATH продвигает и продает сомнительные продукты для здоровья, а также обвинила Бравермана в продвижении шарлатанства..

### Временное приостановление лицензии на медицинскую практику в Нью-Джерси (1996)
В июле 1996 года лицензия Бравермана на медицинскую практику в Нью-Джерси была приостановлена Советом медицинских экспертов Нью-Джерси после того, как выяснилось, что он неоднократно ставил неправильные диагнозы своим пациентам и назначал им неподходящее лечение. The New York Times' также отметила, что Браверман вел радиошоу, на котором выступал в поддержку альтернативной медицины..
После заключения мирового соглашения лицензия Бравермана была восстановлена в июле 1997 года, при этом совет сделал Браверману замечание за «ведение неадекватных записей, проведение неполного обследования и занятие медицинской практикой в период отстранения». Браверман согласился возместить штату 20 000 долларов, чтобы покрыть часть расходов на расследование..

## Публикации
- Braverman, Eric R. Edge effect.. — New York, NY : Sterling Publishing Co., Inc., 2004. — ISBN 978-1402712050.
- Braverman, Eric R. The Amazing Way to Reverse Heart Disease Naturally: Beyond the Hypertension Hype: Why Drugs Are Not the Answer / Eric R. Braverman, Dasha Braverman. — 2nd. — Basic Health Publications, Inc, 2004. — ISBN 978-1681626291.
- Braverman, Eric R. Younger (thinner) you diet: how understanding your brain chemistry can help you lose weight, reverse aging, and fight disease. — New York : Rodale, 2009. — ISBN 978-1594867774.
- Braverman, Eric R. Younger you: unlock the hidden power of your brain to look and feel 15 years younger. — New York : McGraw-Hill, 2007. — ISBN 978-0071466134.
- Braverman, Eric R. Younger brain, sharper mind: a 6-step plan for preserving and improving memory and attention at any age. — Emmaus, Pa. : Rodale, 2011. — ISBN 978-1605294223.
- Braverman, Eric R. Younger sexier you: enjoy the best sex of your life and look and feel years younger / Eric R. Braverman, Ellie Capria. — Paperback. — [Emmaus, Pa.] : Rodale, 2012. — ISBN 978-1609613518.
- Shah, NR; Braverman, ER (2012). Measuring adiposity in patients: the utility of body mass index (BMI), percent body fat, and leptin. PLOS ONE. 7 (4): e33308. doi:10.1371/journal.pone.0033308. PMC 3317663. PMID 22485140.
- Braverman, ER; Blum, K (2013). Evoked Potentials and Neuropsychological Tests Validate Positron Emission Topography (PET) Brain Metabolism in Cognitively Impaired Patients. PLOS ONE. 8 (3): e55398. doi:10.1371/journal.pone.0055398. PMC 3604004. PMID 23526928.